# The Pinkprint Tour
Tournées par Nicki Minaj
Pink Friday: Reloaded Tour 
(2012) The Nicki Wrld Tour 
(2019)
The Pinkprint Tour est la troisième tournée de la chanteuse et rappeuse américaine d'origine trinidadienne Nicki Minaj, pour promouvoir son troisième album studio The Pinkprint, sorti en 2014. La tournée est officiellement annoncée le 8 décembre 2014, une semaine avant la sortie de l'album. The Pinkprint Tour débute le 16 mars 2015 à Stockholm en Suède et se conclut le 23 août 2015 à Wantagh dans l'état de New York. Au total, la tournée aura duré 5 mois et compte au total 50 concerts. 
Durant l'étape européenne de la tournée, les chanteurs américains Ester Dean et Trey Songz réalisent la première partie du concert. Lors de la deuxième étape en Amérique du Nord, différents artistes se produisent en première partie : le rappeur Meek Mill, alors compagnon de Minaj, le duo hip-hop Rae Sremmurd, la chanteuse Tinashe et la rappeuse Dej Loaf,.

## Setlist
| Europe | Amérique du Nord |
| --- | --- |
| 10 avril 2015 à Newcastle, Angleterre | 26 juin 2015 à Brooklyn, États-Unis |
| 1. All Things Go 2. I Lied 3. The Crying Game 4. Feeling Myself 5. Only 6. Truffle Butter 7. Moment 4 Life 8. Lookin Ass 9. Want Some More 10. Did It On'em 11. Beez In The Trap 12. Flawless 13. Dance (A$$) 14. Anaconda 15. Pills N Potions 16. Marilyn Monroe 17. Save Me 18. Grand Piano 19. Super Bass 20. Whip It 21. Trini Dem Girls 22. Va Va Voom 23. Pound the Alarm 24. Turn Me On 25. Bang Bang 26. The Night Is Still Young 27. Starships | 1. All Things Go 2. I Lied 3. The Crying Game 4. Feeling Myself 5. Only 6. Truffle Butter 7. Moment 4 Life 8. Lookin Ass 9. Want Some More 10. Shanghai 11. Did It On'em 12. Beez In The Trap 13. Flawless 14. Dance (A$$) 15. Anaconda 16. Pills N Potions 17. Save Me 18. Grand Piano 19. Bang Bang 20. Super Bass 21. Hey Mama 22. Pound the Alarm 23. The Night Is Still Young 24. Monster 25. Itty Bitty Piggy 26. Chiraq 27. Roman's Revenge 28. Up All Night 29. Make Me Proud 30. Hold Yuh 31. Right Thru Me 32. BedRock 33. Throw Sum Mo 34. Big Daddy 35. Buy a Heart 36. Bad For You 37. All Eyes on You 38. Starships |
| Remarques : - Cette setlist basée sur deux concerts ne représente pas tous les concerts de la tournée. - Lors du second concert à Paris, Meek Mill a rejoint Minaj sur scène pour interpréter Dreams and Nightmares et Ima Boss. - Lors du premier concert à Londres, Jessie Ware a rejoint Minaj pour interpréter The Crying Game. - Le concert à Las Vegas a été écourté de 30 minutes et s'est terminé par une performance de Hey Mama, en compagnie de David Guetta et de Bebe Rexha. - Lors du concert à Austin, Meek Mill a rejoint Minaj sur scène pour interpréter Ima Boss. Minaj a aussi interprété Trini Dem Girls et Va Va Voom. - Lors du concert à Los Angeles, Rae Sremmurd a rejoint Minaj sur scène pour interpréter No Flex Zone en plus de Throw Sum Mo. | |

## Date et lieux des concerts
| Date              | Ville           | Pays            | Lieu                         | Première partie                         | Affluence       | Revenu     |
| ----------------- | --------------- | --------------- | ---------------------------- | --------------------------------------- | --------------- | ---------- |
| Europe,           |                 |                 |                              |                                         |                 |            |
| 16 mars 2015      | Stockholm       | Suède           | Ericsson Globe               | Trey Songz Ester Dean                   | 4,894 / 8,522   | $348,272   |
| 17 mars 2015      | Oslo            | Norvège         | Oslo Spektrum                | Trey Songz Ester Dean                   | –               | –          |
| 19 mars 2015      | Amsterdam       | Pays-Bas        | Ziggo Dome                   | Trey Songz Ester Dean                   | 10,497 / 15,600 | $574,435   |
| 20 mars 2015      | Francfort       | Allemagne       | Festhalle                    | Trey Songz Ester Dean                   | –               | –          |
| 22 mars 2015      | Bruxelles       | Belgique        | Palais 12                    | Trey Songz Ester Dean                   | 6,209 / 12,743  | $327,341   |
| 23 mars 2015      | Oberhausen      | Allemagne       | König Pilsener Arena         | Trey Songz Ester Dean                   | –               | –          |
| 25 mars 2015      | Paris           | France          | Zénith de Paris              | Trey Songz Ester Dean                   | –               | –          |
| 26 mars 2015      | Paris           | France          | Zénith de Paris              | Trey Songz Ester Dean                   | –               | –          |
| 28 mars 2015      | Londres         | Angleterre      | O2 Arena                     | Trey Songz Ester Dean                   | 14,590 / 17,702 | $1,248,320 |
| 31 mars 2015      | Dublin          | Irlande         | 3Arena                       | Trey Songz Ester Dean                   | –               | –          |
| 1er avril 2015    | Belfast         | Irlande du Nord | Odyssey Arena                | Trey Songz Ester Dean                   | –               | –          |
| 3 avril 2015      | Birmingham      | Angleterre      | Barclaycard Arena            | Trey Songz Ester Dean                   | 9,934 / 14,695  | $675,293   |
| 4 avril 2015      | Manchester      | Angleterre      | Manchester Arena             | Trey Songz Ester Dean                   | 9,914 / 10,765  | $642,496   |
| 6 avril 2015      | Liverpool       | Angleterre      | Echo Arena                   | Trey Songz Ester Dean                   | 6,802 / 8,508   | $448,901   |
| 7 avril 2015      | Nottingham      | Angleterre      | Capital FM Arena             | Trey Songz Ester Dean                   | 5,109 / 6,763   | $336,704   |
| 9 avril 2015      | Leeds           | Angleterre      | First Direct Arena           | Trey Songz Ester Dean                   | 6,027/ 8,194    | $368,211   |
| 10 avril 2015     | Newcastle       | Angleterre      | Metro Radio Arena            | Trey Songz Ester Dean                   | 5,714 / 9,030   | $366,017   |
| 12 avril 2015     | Glasgow         | Écosse          | The SSE Hydro                | Trey Songz Ester Dean                   | 8,483 / 8,640   | $537,471   |
| Amérique du Nord, |                 |                 |                              |                                         |                 |            |
| 30 mai 2015       | Las Vegas       | États-Unis      | Caesars Palace               | —                                       | –               | –          |
| 5 juin 2015       | Austin          | États-Unis      | Circuit des Amériques        | —                                       | –               | –          |
| 26 juin 2015      | Los Angeles     | États-Unis      | Staples Center               | —                                       | 11,998 / 14,744 | $1,088,090 |
| Europe            |                 |                 |                              |                                         |                 |            |
| 3 juillet 2015    | Lahti           | Finlande        | Mukkula                      | —                                       | —               | —          |
| 4 juillet 2015    | Roskilde        | Danemark        | Festival de Roskilde         | —                                       | —               | —          |
| 5 juillet 2015    | Londres         | Angleterre      | Finsbury Park                | —                                       | —               | —          |
| 7 juillet 2015    | Nîmes           | France          | Arènes de Nîmes              | Big Sean Rae Sremmurd                   | —               | —          |
| 8 juillet 2015    | Milan           | Italie          | Estathé Market Sound         | —                                       | —               | —          |
| 10 juillet 2015   | Frauenfeld      | Suisse          | Openair Frauenfeld           | —                                       | —               | —          |
| 11 juillet 2015   | Liège           | Belgique        | Parc Astrid                  | —                                       | —               | —          |
| 12 juillet 2015   | Gräfenhainichen | Allemagne       | Ferropolis                   | —                                       | —               | —          |
| Amérique du Nord, |                 |                 |                              |                                         |                 |            |
| 17 juillet 2015   | Dallas          | États-Unis      | Dos Equis Pavilion           | Meek Mill Rae Sremmurd Tinashe Dej Loaf | 19,946 / 19,946 | $750,272   |
| 18 juillet 2015   | Houston         | États-Unis      | Toyota Center                | Meek Mill Rae Sremmurd Tinashe Dej Loaf | 10,018 / 11,498 | $745,687   |
| 20 juillet 2015   | Miami           | États-Unis      | American Airlines Arena      | Meek Mill Rae Sremmurd Tinashe Dej Loaf | 12,100 / 12,100 | $768,436   |
| 22 juillet 2015   | Bristow         | États-Unis      | Jiffy Lube Live              | Meek Mill Rae Sremmurd Tinashe Dej Loaf | 17,834 / 22,583 | $644,021   |
| 24 juillet 2015   | Holmdel         | États-Unis      | PNC Bank Arts Center         | Meek Mill Rae Sremmurd Tinashe Dej Loaf | 16,818 / 16,818 | $754,035   |
| 26 juillet 2015   | Brooklyn        | États-Unis      | Barclays Center              | Meek Mill Rae Sremmurd Tinashe Dej Loaf | 14,186 / 14,186 | $1,313,809 |
| 28 juillet 2015   | Toronto         | Canada          | Budweiser Stage              | Meek Mill Rae Sremmurd Tinashe Dej Loaf | 15,185 / 15,185 | $735,762   |
| 29 juillet 2015   | Montréal        | Canada          | Centre Bell                  | Meek Mill Rae Sremmurd Tinashe Dej Loaf | 7,214 / 8,920   | $473,681   |
| 31 juillet 2015   | Clarkston       | États-Unis      | DTE Energy Music Theatre     | Meek Mill Rae Sremmurd Tinashe Dej Loaf | 15,170/ 15,170  | $615,437   |
| 2 août 2015       | Atlanta         | États-Unis      | Lakewood Ampitheater         | Meek Mill Rae Sremmurd Tinashe Dej Loaf | 18,917 / 18,917 | $784,294   |
| 4 août 2015       | Charlotte       | États-Unis      | PNC Music Pavilion           | Meek Mill Rae Sremmurd Tinashe Dej Loaf | 15,720 / 18,747 | $486,170   |
| 6 août 2015       | Camden          | États-Unis      | Susquehanna Bank Center      | Meek Mill Rae Sremmurd Tinashe Dej Loaf | 22,597 / 22,597 | $748,756   |
| 8 août 2015       | Burgettstown    | États-Unis      | KeyBank Pavilion             | Meek Mill Rae Sremmurd Tinashe Dej Loaf | 19,670 / 22,939 | $537,595   |
| 9 août 2015       | Tinley Park     | États-Unis      | Hollywood Casino Amphiteatre | Meek Mill Rae Sremmurd Tinashe Dej Loaf | 22,700 / 28,630 | $732,677   |
| 11 août 2015      | Denver          | États-Unis      | Pepsi Center                 | Meek Mill Rae Sremmurd Tinashe Dej Loaf | 10,037/ 12,089  | $768,921   |
| 13 août 2015      | Chula Vista     | États-Unis      | Sleep Train Amphitheatre     | Meek Mill Rae Sremmurd Tinashe Dej Loaf | 14,389 / 19,406 | $760,553   |
| 14 août 2015      | Concord         | États-Unis      | Concord Pavilion             | Meek Mill Rae Sremmurd Tinashe Dej Loaf | 12,501 / 12,501 | $537,950   |
| 16 août 2015      | Vancouver       | Canada          | Rogers Arena                 | Meek Mill Rae Sremmurd Tinashe Dej Loaf | 10,750 / 10,905 | $592,311   |
| 18 août 2015      | Calgary         | Canada          | Scotiabank Saddledome        | Meek Mill Rae Sremmurd Tinashe Dej Loaf | 8,718 / 10,020  | $496,602   |
| 19 août 2015      | Edmonton        | Canada          | Rexall Place                 | Meek Mill Rae Sremmurd Tinashe Dej Loaf | 9,159 / 10,098  | $577,073   |
| 23 août 2015      | Wantagh         | États-Unis      | Jones Beach Theater          | –                                       | –               | –          |

## Diffusion
En mai 2015, la plateforme de streaming en ligne Tidal publie une vidéo de 8 minutes montrant des images exclusives du Pinkprint Tour. Ce court-métrage sous forme de vlog contient notamment des scènes de concerts en Europe, des apparitions de stars (Katy Perry, Meek Mill) et Minaj y rend hommage à ses fans.
Le 31 décembre 2016, les images du concert de Minaj au Barclays Center à Brooklyn dans le cadre de la tournée sont diffusées sur la chaîne BET. Le programme est intitulé The Pinkprint Tour: Nicki Minaj Live In Brooklyn.